# Castello di Nus
Das Castello di Nus, gelegentlich auch Castello di Plane genannt, ist die Ruine einer Höhenburg in der Gemeinde Nus im Aostatal, im Nordwesten des Ortsteils Plane auf einem Felsvorsprung. Die Ruine beherrscht das Saint-Barthélemy-Tal. Sie ist heute noch bewohnt und nicht öffentlich zugänglich, es sei denn zu besonderen Gelegenheiten, wie dem FAI-Tag 2012.

## Geschichte
Den Zeitpunkt der Errichtung der Burg kann man nicht genau feststellen, aber höchstwahrscheinlich stammt sie aus einer Zeit vor dem 13. Jahrhundert, was man an der Art und dem Alter ihrer Bausteine erkennt.

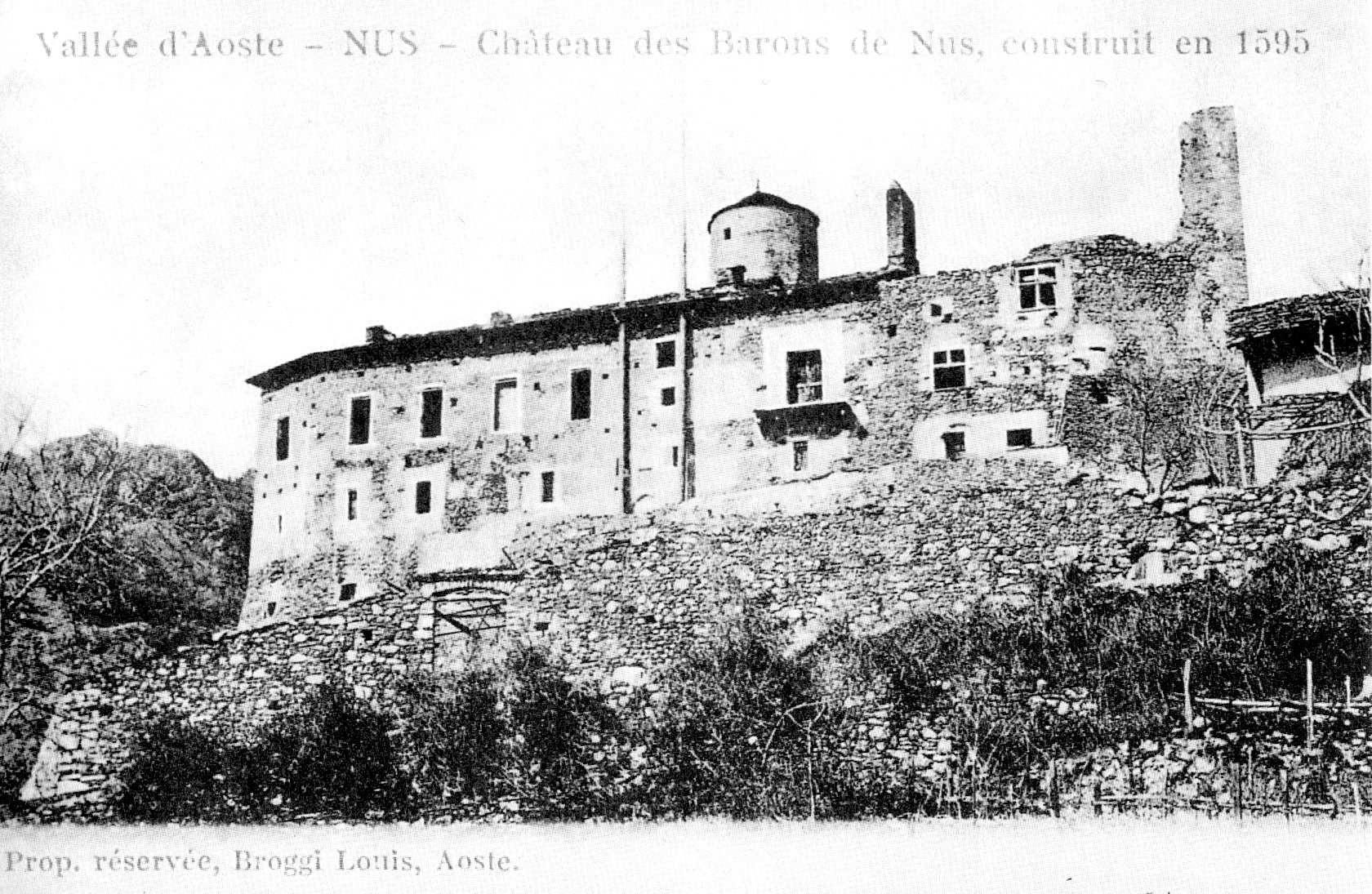
Südseite der Burg 1905: Einige der hier sichtbaren architektonischen Details sind seither eingestürzt.

Man weiß, dass die Burg Ende des 13. Jahrhunderts bereits existierte. Sie wird tatsächlich in einem Dokument vom 22. Oktober 1287 erwähnt, in dem niedergelegt ist, dass Guillaume, Herr von Nus, das Lehen von den Grafen von Savoyen erhielt. Im selben Jahr, im Dezember, und ebenso im September 1295 wurde die Burg zeitweise von Guillaume de Nus zur Verfügung gestellt, um die Gesandten des Grafen von Savoyen zu beherbergen, die zur Generalaudienz ins Aostatal gekommen waren. Damals war es so üblich, damit die Herren des Aostatals die Audienzen nicht nutzen konnten, um den Grafen von Savoyen oder ihren Abgesandten nach dem Leben zu trachten. Am 18. März 1337 übergaben auch die Herren Alexandre und Jean de Nus die Burg für die Durchführung der Audienzen und Pierre de Nus vertraute das Herrenhaus im August 1430 den Gesandten des Grafen Amadeus VIII. von Savoyen an.
Die Burg wurde in den folgenden Jahrhunderten umgebaut, bis sie das heutige Erscheinungsbild erhalten hatte, was zwischen dem 14. und 15. Jahrhundert der Fall war, wenn man von den letzten, radikalen Restaurierungsarbeiten des Jahres 1595 (Dieses Datum ist am Sturz des Eingangstores zum Haupthof eingemeißelt) absieht, die in der Folge eines Brandes nötig wurden. Im Zuge dieser Arbeiten wurde an den originalen Baukörper der Burg auch ein großer Rundturm angebaut.
Zwischen dem 17. und 18. Jahrhundert wurde die Burg als komfortable Wohnstatt beschrieben, die mit Gärten und weiten Plätzen zum Lustwandeln versehen war. Ende des 17. Jahrhunderts und nochmals im 19. Jahrhundert wurden die Innenräume mit Fresken ausgestattet.
Die Burg erhielt auch eine kleine Kapelle, die dem Hl. Michael geweiht wurde, aber die meiste Zeit nicht für Gottesdienste genutzt wurde.
Im 19. Jahrhundert verfiel die Burg mit dem Aussterben der Familie der Burgherren, Nus, bis sie Anfang des 21. Jahrhunderts im Auftrag der Gemeindeverwaltung renoviert und gesichert wurde.
Im April 2012 wurde im Gemeinderat eine Bewegung zum „Erhalt und der Bewertung der Burg von Plane“ vorgestellt, um weitere Eingriffe an der Burg zu erbitten, aber dann sofort zurückgezogen; Gemeinde und Region hatten bereits den Erhalt des Herrenhauses entschlossen.

## Beschreibung

### Ursprünge und 14. Jahrhundert
Bis zum Beginn des 20. Jahrhunderts gab es noch einen viereckigen Turm mit angeschrägtem Untergeschoss, der ähnlich denen, die es in anderen Burgen des Aostatales mit einfachem Grundriss aus dem 11. und 12. Jahrhundert gibt, war und später eingestürzt ist; sie bestehen aus einem zentralen Bergfried und einem Mauerring.

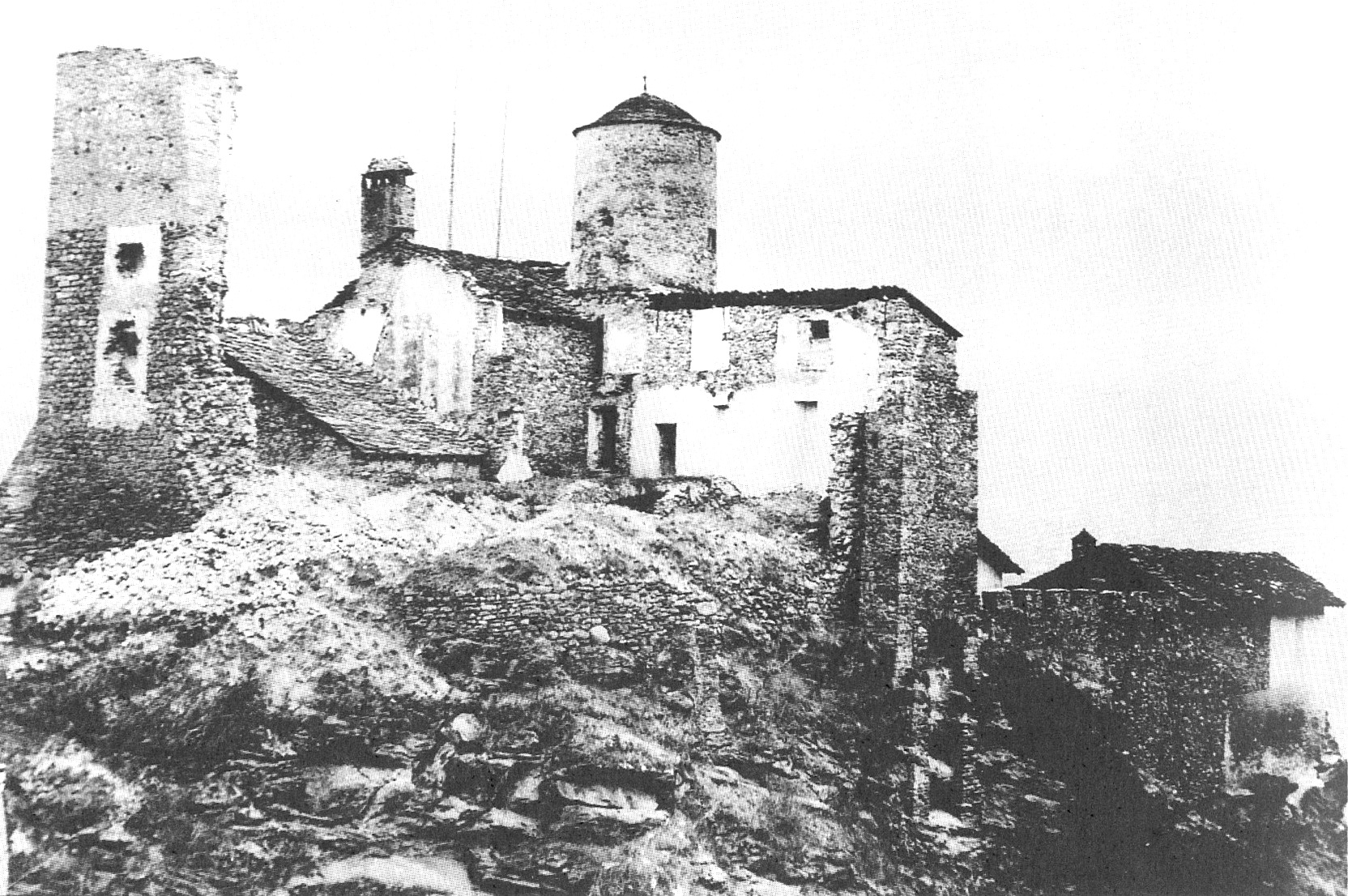
Auf der Nordostseite konnte man 1904 die Fundamente des Bergfrieds zwischen den Ruinen erkennen.

Ein Teilungsakt von 1310 zwischen den Brüdern Jean und Alexandre de Nus vermittelt ein allgemeines Bild des Baukomplexes aus dieser. In dem Dokument, das die gemeinsam genutzten Räume und die von jedem der beiden Brüder einzeln genutzten festlegt, sind keine nicht zusammenhängenden Gebäude der Burg beschrieben: Eines von ihnen enthielt die Küche, einen als „alt“ bezeichneten Saal und ein anschließendes Zimmer; unterhalb davon befanden sich Ställe und der Keller. Ein weiteres Gebäude enthielt einen ausgemalten Saal, der die Absicht der Herren von Nus anzeigen sollte, ihren gehobenen Stand zu zeigen; darunter befand sich ein Stall, verbunden mit einem kleinen Zimmer mit Balkon. Unter den architektonischen Elementen in gemeinsamem Besitz befanden sich der Bergfried, der Ofen (heute noch sichtbar), der Brunnen im Innenhof und die Kapelle des Hl. Michael, darüber hinaus die Eingänge sowie die Höfe innerhalb und außerhalb der Mauern. In der Burg gab es darüber hinaus einen weiteren, großen Saal, getrennt von diesen beiden hauptsächlichen Baukörpern und von dem Eigentum von Vuillermetus de Palacio, einem Adligen einer weiteren Familie aus dem Aostatal. Das Kreuzfenster an der Südfassade der heute ruinösen Burg stammt aus dieser Zeit.

### 15. Jahrhundert
Zahlreich waren die Erweiterungen und Umbauten in der zweiten Hälfte des 15. Jahrhunderts, entweder zur Anpassung an das Leben der Burgherren oder die veränderten Bedürfnisse, wobei sich der Hauptzweck der Burg von dem einer Wehranlage zu dem einer Wohnstatt veränderte. Von den Erweiterungen, über die wenig bekannt ist, weiß ein Dokument von 1474 von einem „neuen Saal“ zu berichten; interessant ist auch die Tatsache, dass schon Anfang des 14. Jahrhunderts ein „geschmückter Saal“ existierte, von dem allerdings keinerlei Spuren erhalten sind. Weitere wichtige Umstrukturierungen sind ungefähr auf das Jahr 1595 zurückzuführen; sie störten die ursprüngliche Struktur des Baukomplexes. In dieser Zeit wurde der fragmentierte Baukomplex zu einer einzigen Burg in T-Form verbunden. Auf die Mitte des 16. Jahrhunderts wird der Rundturm datiert, der mit Wendeltreppe ausgestattet wurde, die teilweise in das Felsfundament eingeschlagen wurde.

### 16.–17. Jahrhundert
Im 16. und 17. Jahrhundert wurde im Inneren der Höfe die Loggia auf verschiedenen Stockwerken nach Norden und Westen hin geöffnet und darin wurden z. B. die Akte ausgearbeitet: Heute geschlossen, bleiben die zu unbekannter Zeit erstellten Hohlwände als Spuren erhalten. Gerade in dieser Zeit wurde der Ostteil der Burg nach und nach aufgegeben: Der Turm verlor an Bedeutung gegenüber den bewohnten Teilen der Burg. Durch den Verfall und Verwitterung über die Jahrhunderte ist der Ostflügel größtenteils eingestürzt und Anfang des 20. Jahrhunderts sah er schon so wie heute aus.
1541 erwähnte man einen Raum namens „Domus“ (in der Folge „Salle rouge“ (dt.: roter Saal) genannt), also ein Zimmer der Burg für Wohnzwecke in der Nähe des Treppenturms; einige Zimmer erhielten die Namen ihrer Bewohner, wie z. B. das von „François-René de Nus“ oder das von „Édouard de Nus“, das eine Tonnengewölbedecke hatte (Es lag also im ersten Obergeschoss) und beheizt war.

### Fresken
Im Empfangssalon, der bis heute erhalten ist, blieben Fresken im Barockstil erhalten, die vielleicht sogar ältere Fresken überdecken, falls es sich um den bereits erwähnten „geschmückten Saal“ handeln sollte.